# Cyberathlete Professional League
De Cyberathlete Professional League (kortweg CPL) is een organisatie die toernooien organiseert voor spelers van computerspellen. De organisatie is ontstaan en gevestigd in de Verenigde Staten.

## Ontstaan
In 1997 kreeg Angel Munoz het idee om van "gaming", het spelen van computerspellen, een echte sport te maken. Hij ging op zoek naar sponsors en die vond hij ook. Het eerste toernooi, dat 'The Frag' heette, werd gespeeld in de Infomart in Dallas, een winkelcentrum met zeven verdiepingen. Dit was een enorm succes. De CPL maakte van gamen een sport.

## Toernooien
De CPL organiseert een groot aantal toernooien. Elke zomer en elke winter is één in Dallas, Verenigde Staten. Verder organiseert zij toernooien over de hele wereld, bijvoorbeeld in 2005 in Istanboel (Turkije) en Santiago (Chili). Hier zijn vaak grote geldbedragen te winnen.

## Financiering
De organisatie wordt gesponsord door bedrijven zoals Intel, Nvidia en Razer. Zij maken het weggeven van prijzengeld mogelijk.